# Lilla tjärnet (Köla socken, Värmland)
Lilla tjärnet är en sjö i Eda kommun i Värmland och ingår i Göta älvs huvudavrinningsområde. Sjöns area är 0,015 kvadratkilometer och den är belägen 164 meter över havet.